# Stare
Stare (Sturnus vulgaris) är i Europa den vanligaste och mest utbredda företrädaren för familjen starar (Sturnidae). För en ovan betraktare kan den förväxlas med koltrasten, eftersom denna är en annan vanlig gulnäbbad mörk fågel som ses öppet på gräsmattor och inne i samhällen och städer. Staren är dock mindre, har spetsiga vingar och i sommardräkt en metalliskt blänkande fjäderdräkt. Det är en ljudlig fågel, speciellt när den är samlad i flockar, och den har en omusikalisk men mycket varierad sång. Dess förmåga att härma ljud finns omskrivet i litteraturen, både av Plinius den äldre och William Shakespeare.
Staren delas upp i ett tiotal underarter som förekommer i öppna biotoper över dess ursprungliga utbredningsområde som sträcker sig över tempererade Europa och västra Asien. Den har även introducerats till Australien, Nya Zeeland, Kanada, USA, Mexiko, Peru, Argentina, Falklandsöarna, Brasilien, Chile, Uruguay, Sydafrika och Fiji. I de södra och västra delarna av Europa, och i sydvästra Asien, är den en stannfågel medan häckfåglarna i norra och nordöstra delarna flyttar söderut och västerut inom häckningsområdet under vintern, men även längre söderut, till Iberiska halvön och Nordafrika.
Staren bygger ett slarvigt bo i en naturlig eller konstgjord håla, och lägger vanligtvis 5–6 ljusblå ägg. Äggen kläcks efter två veckor och ungarna stannar i boet i ytterligare tre veckor. Arten är allätare, och lever av en mängd olika ryggradslösa djur men även frön, frukt och bär. Efter häckningen samlas den på ett typiskt sätt i stora flockar. Bestånden i Europa har efter en markant ökning på 1800-talet, minskat sedan 1960-talet. I vissa områden har den tidigare vanliga synen av mycket stora synkroniserade flockar av starar blivit allt mer sällsynt.

## Utseende

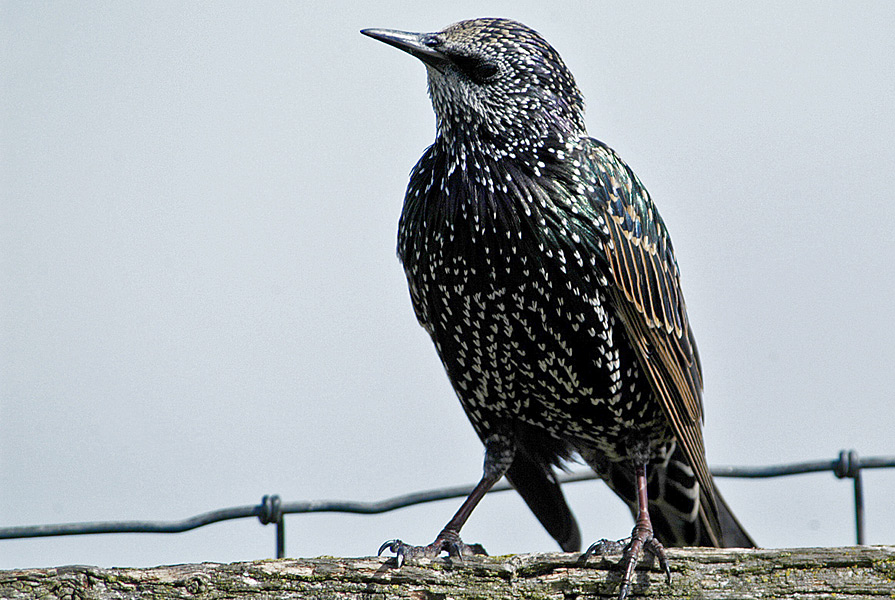
Stare i vinterdräkt

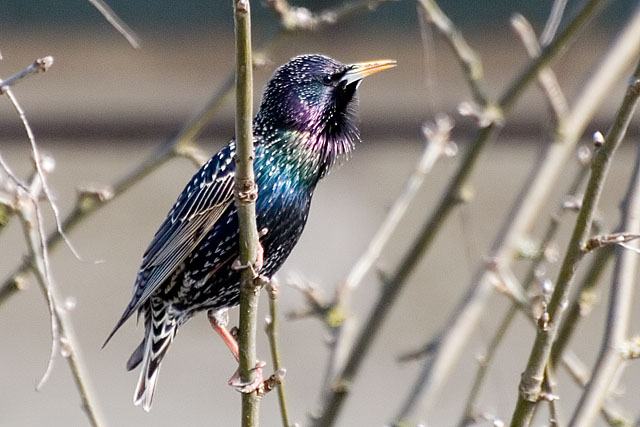
Stare i häckningsdräkt

Staren har en kroppslängd på 19 till 22 cm, och ett vingspann på 37–42 cm. Den har en kort stjärt och i flykten verkar vingarna trekantiga och spetsiga. Den väger i genomsnitt 82 gram, där honorna genomsnittligt är något lättare.
I vinterdräkt är kroppen svartaktig med metalliskt grön eller purpurfärgad glans och fjädrarna har vita till beigefärgade spetsar. Hela kroppen framstår därigenom som ljust fläckig. Vingarna och stjärtfjädrarna är svartbruna med ljusbrun bräm, armpennorna är dessutom beströdda med metalliskt glänsande fläckar. Häckningsdräkten framträder tidigt på året genom nötning av de ljusa spetsfläckarna på kroppsfjädrarna. Kroppen är då i sin helhet svartaktig och metalliskt glänsande. Näbben är gul i häckningsdräkt och svartaktig i vinterdräkt. Benen är rödbruna. Ögonens regnbågshinna är mörkbrun hos hanen och ljus hos honan.
Könen skiljer sig endast obetydligt åt. Honor är något mindre intensivt metallglänsande än hanar och punktteckningen på kroppen behålls oftast tydligare hos honor i häckningsdräkt. Undernäbbens bas är hos hanen i häckningsdräkt blågrå medan den hos honan är gulvit eller svagt rosa.
Juvenila starar saknar metallglans, kroppen är gråbrun men strupen något ljusare. Den har ett diffust ljust ögonbrynsstreck och örontäckarna är något mörkare. Vingarna är mörkbruna med ljus bräm och är utan metallglans. Näbben är matt brunsvart och benen gråaktigt rosa.
När de juvenila fåglarna genomför sin första ruggning i slutet av juli till september till första vinterdräkt ruggas först kroppsfjädrarna till svarta fjädrar med vita prickar. Sist ruggas fjädrarna på huvudet och vingar, vilket gör att man under denna period lätt kan urskilja dessa ungfåglar med kvardröjande mattbrunt huvud. På marken går staren snarare än hoppar. Flykten är direkt och snabb, flyktprofilen triangelliknande med kort stjärt.

## Läte
Sången framförs hela året oftast från en exponerad utkiksplats, under häckningstiden oftast i häckningshålans omedelbara närhet. Intensivt sjungande starar burrar upp fjäderdräkten och flaxar med de utspärrade vingarna. Den ihållande, pladdrande sången består av ett flertal stigande eller fallande piptoner, smack-, visslings- och skallerljud, samt imitationer av olika former av ljud som fågel- och andra djurläten eller ljud från människan och staden. Ofta efterhärmas exempelvis vaktelns, ormvråkens eller tofsvipans läten. Andra exempel på härmningar är hundskall, buller från gräsklippare eller ringsignaler från mobiltelefoner. Varningslätet skiljer sig beroende på hotet. För flygande fiender (kråkor, rovfåglar och så vidare) varnas med ett snabbt upprepat, skarpt, mycket kort "spett, spett", för fiender på marken med ett upprepat, långt utdraget "brrrrrrrt" eller "tschrrr".
Man har påvisat att behovet bland starar att sjunga, precis som hos alla tättingar, är en instinkt. Däremot är inte sången i sig en instinkt utan något som de lär sig av sina föräldrar. De flesta arter bland tättingarna lär sig sjunga under de 60 första dagarna och för starar krävs det att denna inlärning sker i ett socialt sammanhang med andra artfränder. Det vill säga att man inte kan lära upp en ungfågel med hjälp av inspelade fraser. Om en ungfågel inte lärs upp att sjunga kommer den aldrig att behärska sång och kommer förmodligen aldrig att attrahera en partner och få ungar.

## Utbredning och systematik

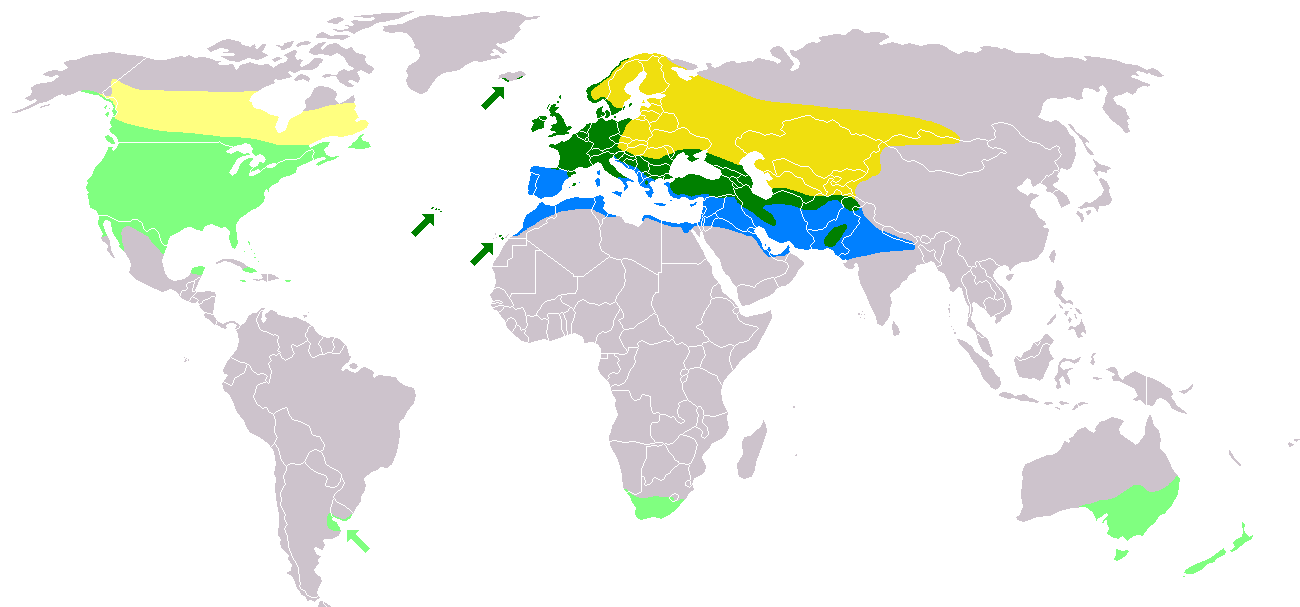
Starens utbredning. Ljusa färger representerar områden där staren introducerats.
Gul = häckningsområde (om sommaren)
Grön = område där staren återfinns året om
Blå = vinterkvarter.

Staren har ursprungligen en palearktisk utbredning, till största delen söder om polcirkeln och den finns allmänt i Europa och i mellersta Asien österut till Kina. Staren bebor nästan alla typer av terräng. Den bebor de boreala och tempererade zonerna, samt den nordligaste delen av medelhavszonen, i Europa och Asien från Island och Norge i väster, till centrala Sibirien och nästan ända till Bajkalsjön i öst. I Europa ligger den norra utbredningsgränsen vid Nordkap och på Kolahalvön, längre österut vid norra Ural, och avviker i västra Sibirien tillbaka till ungefär 60° nord. Utbredningens sydgräns löper i Europa genom norra Spanien, södra Frankrike, Italien, Jugoslavien och norra Grekland; i Asien genom Turkiet, norra Irak och Iran, Afghanistan, Pakistan och nordvästra Indien bort till nordvästra  Mongoliet.
I Europa har staren en heltäckande utbredning. Den saknas endast i det inre av stora slutna skogsområden, i fullständigt utrymda jordbrukslandskap samt i höjdlägen från ungefär 1500 meter och uppåt. Staren förekommer även i städer och i större städer kan den ses även i de mest centrala delarna. Den högsta tätheten uppnås i områden med hålrika trädgrupper och angränsande ängsmark för födosök.

### Systematik
Staren utgör typarten för släktet Sturnus och beskrevs taxonomiskt första gången 1758 av Carl von Linné i den tionde upplagan av Systema naturae. Vilka arter som placerats i släktet Sturnus har varit omdiskuterat och fylogenetiska undersökningar har visat att exempelvis rosenstare och amurstare inte alls är så nära släkt med de europeiska stararna som tidigare ansetts, utan närmre besläktad med majnastarar vilket har resulterat i en rekommendation att rosenstaren får återta sin tidigare placering i släktet Pastor, under namnet Pastor roseus, och amurstaren placeras i släktet Agropsar och får det vetenskapliga namnet Agropsar sturninus.
Den europeiska staren bildar tillsammans med svartstare (Sturnus unicolor) en superart, och det finns förslag på att dessa taxon borde vara de enda som ska behållas i släket Sturnus.
Staren delas upp i ett tiotal underarter, varav underarten faroensis är endemisk för Färöarna och granti för Azorerna. Tidigare har arten svartstare ibland kategoriserats som underart till staren.
Indelningen av staren i underarter är omstridd och avgränsningen av underarter utgår i huvudsak från geografisk utbredning, mindre storleksskillnader och olika färgning av metallglansen på enstaka delar av fjäderdräkten. I fält kan man därför knappast skilja underarterna åt. Den följande framställningen med 11 underarter är baserad på Haffer (i Glutz von Blotzheim et al. 1993). Övergångarna mellan de enskilda underarterna är oftast klinala, det vill säga flytande. Särskilt för det asiatiska området måste den beskrivna utbredningen därför förstås som en grov uppskattning.

#### Underarternas utbredning och fältkännetecken
- europeisk stare[11] S. v. vulgaris – nominatformen häckar i nästan hela Europa till den sydliga utbredningsgränsen (se ovan) och i öster till Ural.
- S. v. faroensis – en isolerad population på Färöarna. Den är något större och kraftigare än nominatformen.
- S. v. zetlandicus – en isolerad population på Shetlandsöarna och  Yttre Hebriderna. Dess storlek ligger mellan nominatformen och S. v. faroensis.
- S. v. poltaratskyi – häckar öster om nominatformen anslutande i västra och centrala Sibirien. I motsats till nominatformen är huvud och strupe purpurglänsande.
- S. v. tauricus – häckar i två separata områden. Den ena i södra Ukraina och på Krim och den andra i Turkiet. Dess ovansidan är blåviolett och sidorna bronsfärgade.
- S. v. purpurascens – häckar på östkusten av Svarta havet och i Armenien till nordöstra Turkiet. Dess huvud och strupe glänser kopparrött.
- S. v. caucasicus – häckar i norra Kaukasus fram till Volgas mynning, sedan väster och söder om Kaspiska havet söderut till Zagrosbergen i sydvästra Iran. Brämen på dess övre vingtäckare och armpennor är purpurfärgade.
- S. v. nobilior – häckar öster om Kaspiska havet och österut till Afghanistan. Dess hjässa är mer purpurfärgat och mindre grönt glänsande än hos S. v. caucasicus.
- S. v. porphyronotus – häckar i bergen och på låglandet i Centralasien, och öster till Tarim-bäckenet och till Pamir. Den har grönt glänsande huvud som skarpt avgränsas mot dess purpurfärgade bål.
- S. v. humii – häckar i västra Himalaya. Den har ett blåglänsande huvud.
- S. v. minor – häckar på låglandet i nordvästra Indien. Denna underart är tydligt mindre än alla de andra.

Vissa urskiljer även underarten oppenheimi med utbredning i sydöstra Turkiet och norra Irak. I södra Europa och i Nordafrika ersätts staren av den mycket liknande svartstaren.

### Introducerade populationer
Staren är en av de mest introducerade arterna i världen och på detta sätt har människan fört fågeln med sig till bland annat Sydafrika, Nordamerika, Australien och Nya Zeeland. Den bebor idag nästan hela Nordamerika från arktiska Kanada till subtropiska Mexiko. Staren är en anpassningsbar allätare och har i delar av världen spridit sig snabbt. Sedan den introducerades i delstaten Victoria i Australien 1861 har den på många håll blivit ett hot både mot odlingar men även inhemska arter som konkurreras ut. I delar av Australien låter man därför jägare skjuta av populationen med starar. Många av de populationer som har introducerats har sedan själva spridit och etablerat sig i andra områden som Västindien, Centralamerika, norra delarna av Sydamerika och Nya Guinea.

### Flyttning

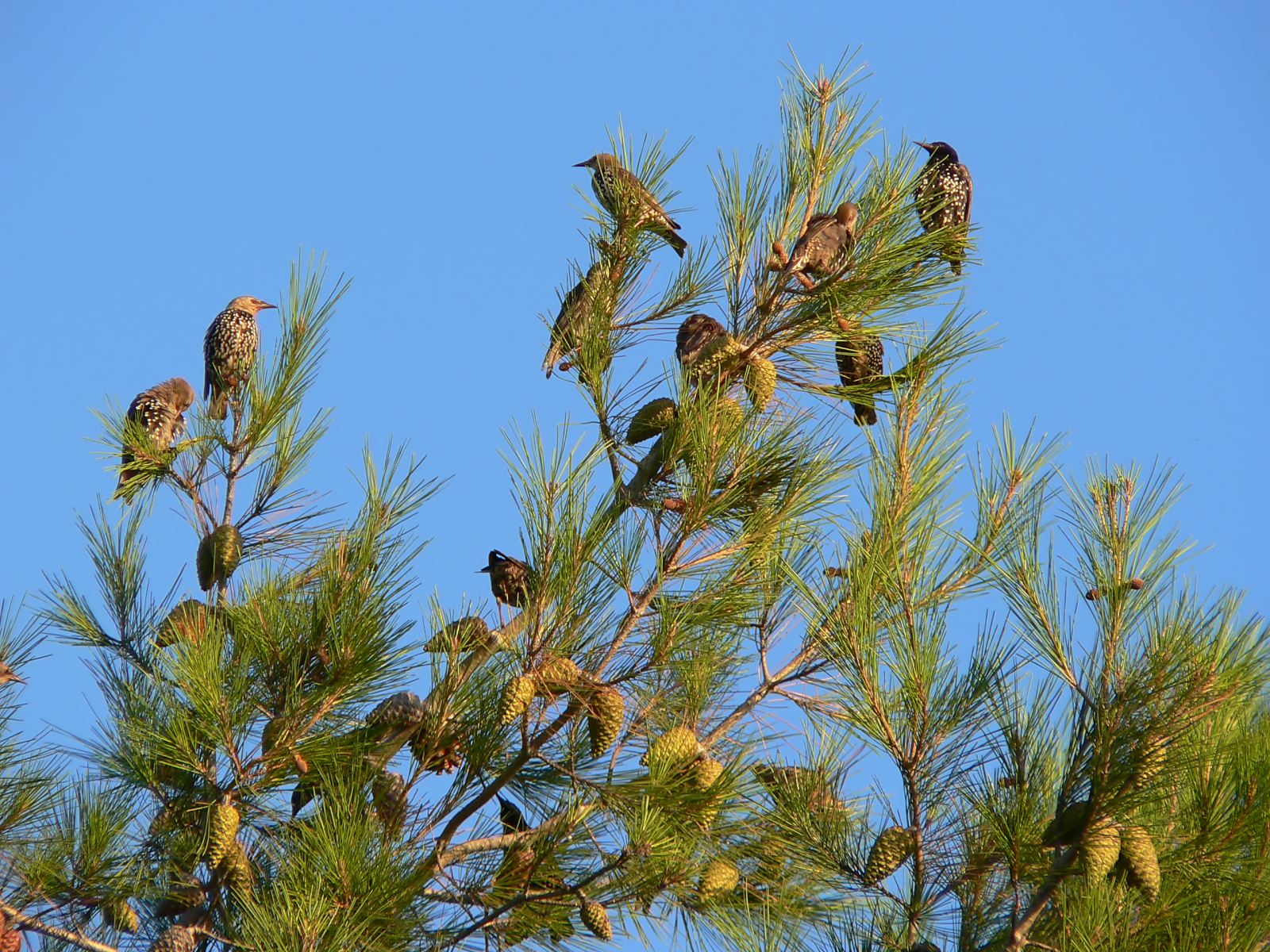
Rastande starar.

I Europa är staren, beroende på geografiskt läge, stannfågel till mellandistansflyttare. Flyttningsbenägenheten tilltar från väster till öster och norr. Populationen i den norra delen av utbredningsområdet är flyttfåglar och om hösten flyttar de till starens sydligare häckningsområden eller ännu längre söderut. Populationerna i den södra delen av häckningsområdet är delvis stannfåglar, medan andra flyttar söderut. Om vintern återfinner man staren i västra Europa så långt norrut som  Storbritannien, Irland och Danmark (men även på Island där populationen är stannfågel), i Spanien och norra Afrika, runt Medelhavet, Mellanöstern, österut till Indien och vidare till Nepal och Japan. I Belgien stannar 50-70 % av häckfåglarna inom landet och i Nederländerna omkring 20 %. Cirka 80 % av starpopulationerna i England, Belgien och norra Frankrike övervintrar på ett avstånd upp till cirka 500 km från sin födelseort. De centraleuropeiska populationerna är partiella flyttfåglar, antalet stannfåglar uppgår till 2,5 % i Schweiz och delar av Sydtyskland och till 8 % i Östtyskland, Tjeckien och Slovakien. I norra Skandinavien, Finland, östra Polen, Ryssland och norra Ukraina flyttar nästan hela populationerna på hösten men mindre grupper kan stanna kvar ute vid kusterna i de sydligare områdena. De genomsnittliga avstånden mellan häckningsområde och vinterkvarter ligger för de central- och östeuropeiska populationerna på 1000 till 2000 km. Majoriteten av Europas starar övervintrar i medelhavsområdet och i nordvästra Afrika samt i atlantiska Västeuropa.
Stararna i södra Skandinavien gör en så kallad mellanflyttning redan i juli, kort efter midsommar, till områden i Tyskland och Danmark. Detta innebär att de genomför en första delsträcka på flyttningen mot vinterkvarteren, som avbryts av ruggning. På samma sätt återbesätts södra Skandinavien från mitten av juni till början av augusti av främst ungfåglar på ett liknande mellansträck från nordliga och östliga häckningsområden som ska rugga till första vinterdräkt.
I början av september börjar den egentliga flyttningen, som når sin kulmen i mitten av oktober och är i stort sett avslutad i slutet av november. Återflyttningen börjar i februari och är i Centraleuropa oftast avslutad i slutet av mars och i norra Europa först i början av maj.

## Ekologi

### Häckning

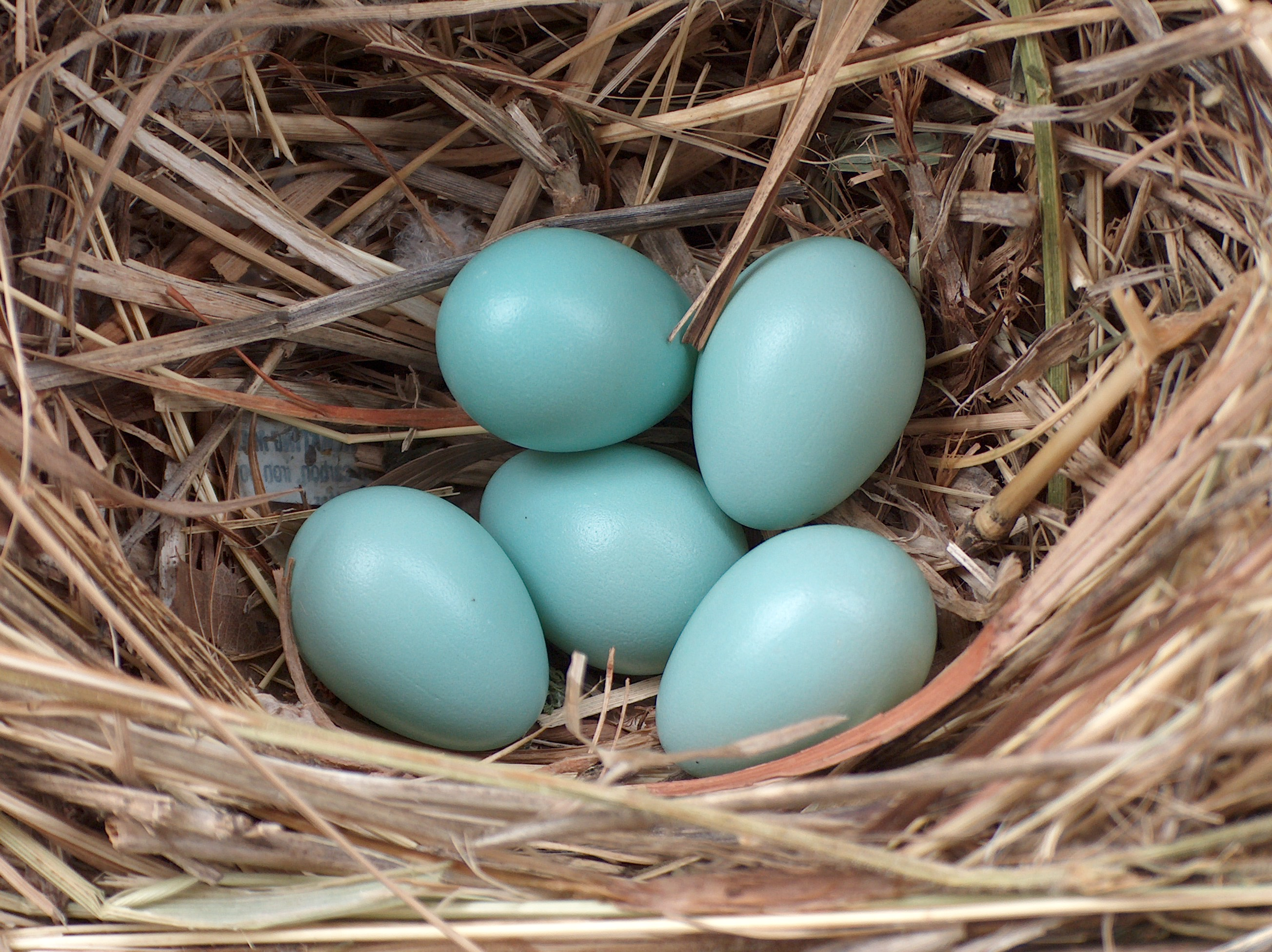
Kull

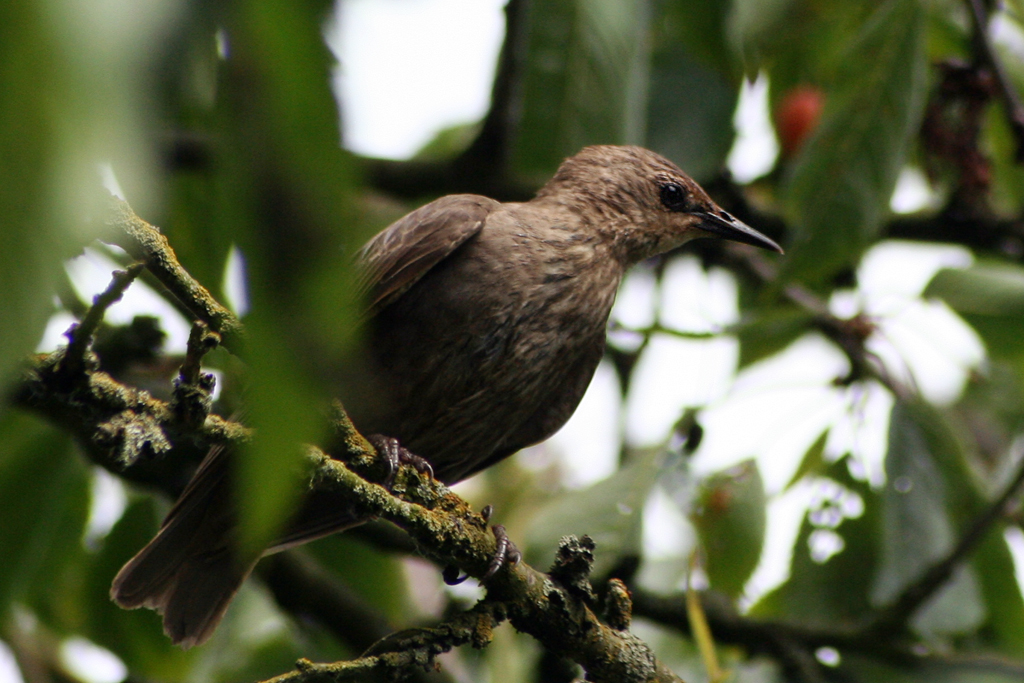
Nyss utflugen stare

Boet är oftast en hålighet och staren kan tränga ut andra hålhäckande arter där den etablerar sig. 
Hanen och honan bygger gemensamt boet. Boet byggs ganska oorganiserat av torra blad, strån, rötter, halm, hår, ull och fjädrar i de mest olika sorters hålor. Övervägande används trädhålor, men även klippskrevor och i bebodda områden fågelholkar och hålrum på byggnader av alla sorter som häckningsplats.
Starar bildar par för en säsong åt gången. Hanar kan under häckningsperioden vara monogama, bilda par med flera honor (simultan polygyni), eller efter avslutad häckning med första honan häcka med en annan hona (successiv polygyni). Vid en studie i Belgien var 20–60 procent av alla hanar polygyna, i Frankfurt am Main minst 50 procent. I extremfall påvisades i Frankfurt am Main för en hane under en häckningsperiod 5 häckningar med 4 olika honor; i Antwerpen häckade 1 hane samtidigt med 2 honor och successivt med ytterligare 3. Äkta andrahäckningar är däremot sällsynta; deras antal ligger förmodligen under 10 procent. För förstahäckningarna i norra halvan av Europa och i södra Skandinavien sker äggläggningen koncentrerat, oftast mellan den 10 och 30 april, men äggläggning kan förekomma under den ungefärliga perioden 1 maj till 5 juni. Äggen är ljusgröna till ljusblå och utan teckning. De väger i genomsnitt 6,8 g och mäter i genomsnitt 30 × 21 mm. Kullen består vanligtvis av 5–6 ägg, men kan variera från tre till nio, och ruvas av båda föräldrarna i 11–13 dygn. Ungarna blir flygfärdiga efter 17–25 dagar. I Centrala Europa flyger majoriteten av ungfåglarna ut mellan 20 maj och 10 juni. De sista ungfåglarna från senhäckningar och från polygyna hanars successiva häckningar är flygga, det vill säga redo att ta hand om sig själva, i mitten till slutet av juli.

### Socialt beteende
Starar rör sig hela året i grupper och delvis stora flockar. Endast vid häckningsplatsen är staren territorial. Oftast försvarar den en liten radie upp till cirka 10 meter runt boet. Födoplatser försvaras inte och utnyttjas gemensamt. Icke-häckare lever i skaror även under häckningstiden. Ungfåglarna, som blir självständiga från mitten av juni, bildar genast flockar, som koncentreras till områden som är rika på föda. Dessa flockar blir allt större inför mellanflyttningen av ungfåglar från de nordöstliga populationerna, med en kulmen i juli.

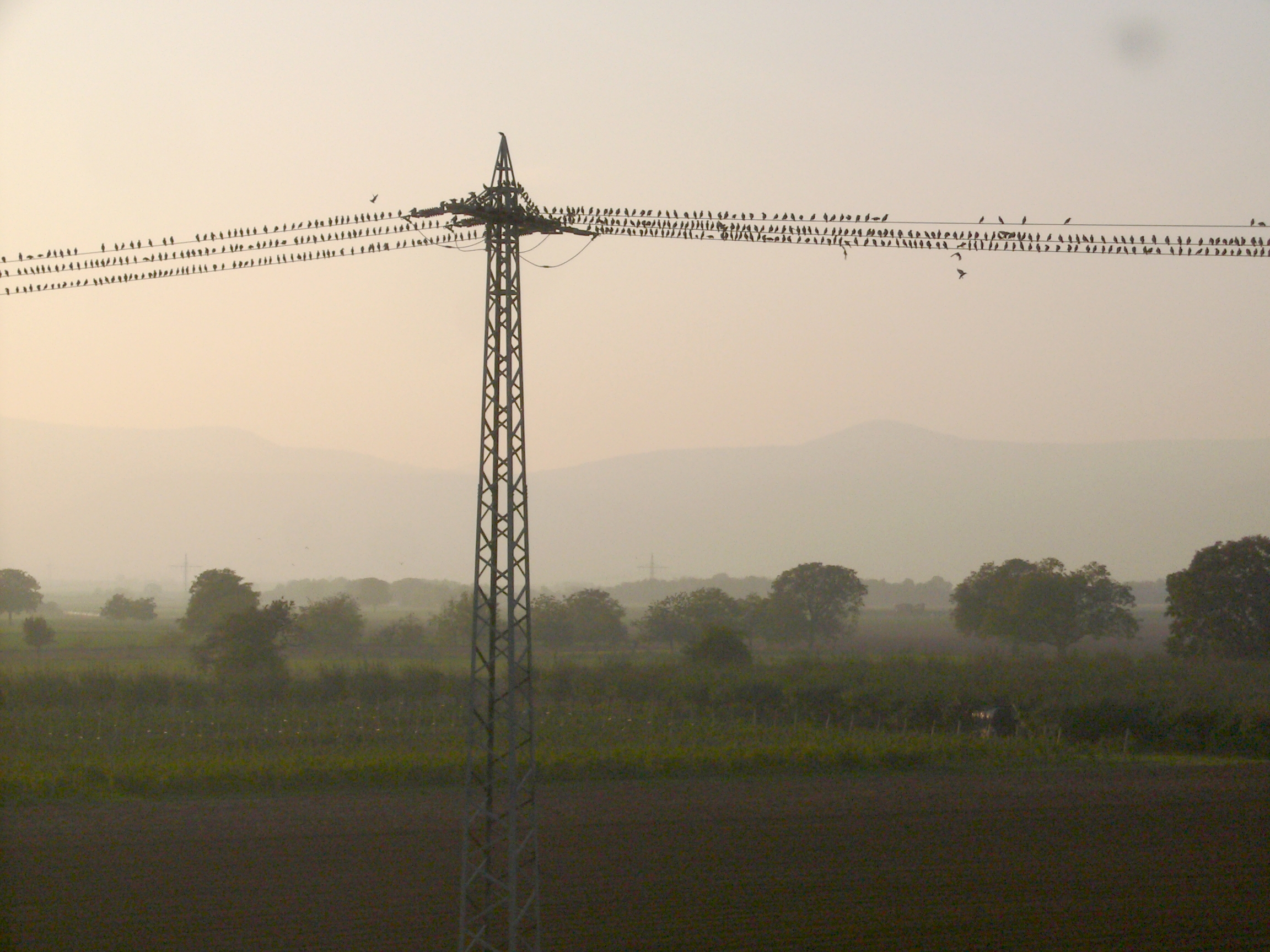
Starar vid samlingsplats

På natten används gemensamma sovplatser. Dessa sovplatser ligger framförallt i större vassområden, men även i träddungar och täta buskage, ofta även i stadscentrum. Vid Berliner Dom finns exempelvis en sovplats med upp till 40 000 starar från juni till slutet av oktober. I vinterkvarteret kan dessa sovgemenskaper omfatta mer än 1 miljon individer. Stararna samlar sig på samlingsplatser, oftast på väl synliga platser som höga träd eller elledningar. Därifrån flyger de sedan i skaror eller större flockar samlat till den egentliga sovplatsen. Stora flockar med flera tusen individer bildar ofta ett moln över sovplatsen, ur vilket stararna sedan frigör sig och landar. På avstånd kan företeelsen påminna om en tornado.

### Beteende vid angrepp

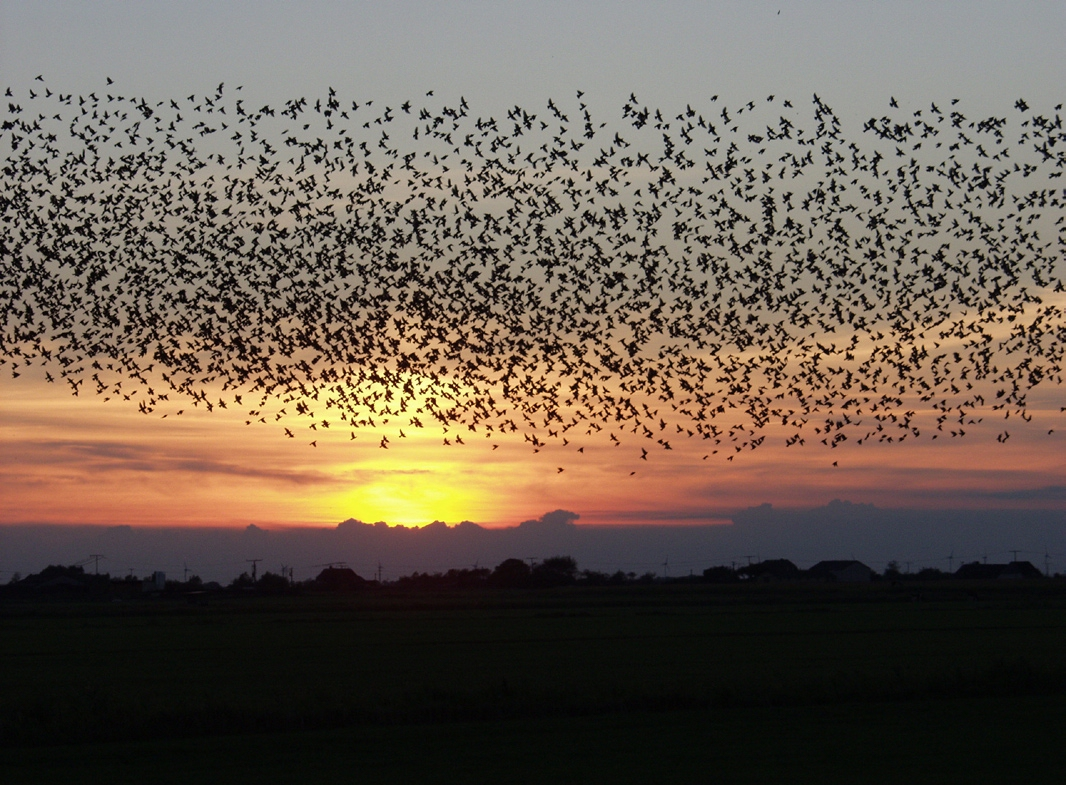
När stora flockar av starar samlas i skymningen, strax före nattkvist, bildar de ett naturfenomen, kallat Sort sol, på engelska benämnt Murmuration, på bilden en Sort sol i Tønder, 2006.

Att häckningsförloppet är starkt synkroniserat, att självständiga ungfåglar omedelbart bildar flockar och att stararna hela året lever i grupper, som även använder gemensamma sovplatser, tjänar i väsentliga delar till att undvika fiender. 
Visserligen innebär de stora flockarna en kamp om födan, men för den enskilda staren i den stora flocken är predationsrisken liten. De stora flockarna utför spektakulära, fullständigt synkroniserade rörelser när en flygande fiende närmar sig. I Europa utgörs hotet från luften framförallt av pilgrimsfalk, lärkfalk, duvhök och sparvhök. Flockarna drar sig ryckvis samman, liknande ett fiskstim, till ungefär klotform, pulserar eller bildar vågor. Dessa manövrer ska antagligen i huvudsak tjäna till att göra det omöjligt för den anfallande rovfågeln att välja ut en enskild fågel.

### Föda och födosök
Staren är en generalist vad gäller föda, men den skiljer sig mycket efter årstid. På våren och början av sommaren förtärs framförallt marklevande ryggradslösa djur, särskilt insekter, insektslarver, daggmaskar och små snäckor. Under övriga delar av året äter staren övervägande frukt och bär av alla sorter, i centrala Europa framförallt körsbär och äpple, i Syd- och Västeuropa framförallt vindruvor och oliver. Dessutom äter staren även matavfall från människor i bebyggda områden och på soptippar.
Födosöket sker övervägande på marken genom att staren plockar ryggradslösa djur och pickar i mjuk jord. I motsats till koltrasten rör sig staren gående och inte hoppande på marken. Ofta sker födosöket i nära kontakt med betande däggdjur, som även gärna används för att sitta på. Dessutom letar staren också föda i högre växtlighet, där den plockar skalbaggar och andra ryggradslösa djur eller pickar på frukter. Flygande insekter jagas också från utkiksplatser, eller när de uppträder i stora antal även under pågående flygning.

## Staren och människan

### Hot och status
I Europa ökade beståndet av starar kraftigt från mitten av 1800-talet. I samband med denna ökning utvidgades artens utbredningsområde åt väster och nordöst. Denna beståndsökning fortgick ungefär fram till mitten av 1900-talet. Väsentliga orsaker till denna utveckling anses ha varit ett mildare klimat, den stora ökningen av ängsmark genom uppodling och avvattning av stora mossar, utvidgningen av frukt-, vin- och olivodlingar samt den förbättrade tillgången till föda på marken genom gödsling. Dessa faktorer ledde till en förbättring av födosituationen såväl i häckningsområden som i övervintringsområden.
Ungefär sedan mitten av 1960-talet har kraftiga tillbakagångar i beståndet noterats. Dessa förklaras delvis med minskning av ängsmark och intensiv pesticidanvändning, men har antagligen även klimatiska orsaker.
Världsbeståndet uppskattades i början av 1980-talet till ungefär 600 miljoner individer.[källa behövs] Det brittiska beståndet uppskattades i slutet av 1980-talet till minst 1,1 miljoner häckande par, för Nederländerna angavs för perioden 1979-85 750 000–1,3 miljoner häckande par, för Tyskland år 1999 1,7–4,3 miljoner häckande par och för Polen 1977 cirka 4 miljoner häckande par. För Europa (förutom Ryssland) uppskattades beståndet i början av 1990-talet till 20-23 miljoner häckande par.[källa behövs]
I norra Europa har populationen sjunkit mellan åren 1980 och 2015, vilket även gäller för den nordamerikanska populationen under perioden 1970 till 2014. År 2018 uppskattades världspopulationen uppgå till 150 miljoner adulta individer. Den europeiska populationen bedöms utgöra 55% av den globala, och uppskattas till 28,8-52,4 miljoner par, vilket omräknat innebär 57,7-105 miljoner adulta individer. Arten är sedan 2015 rödlistad som sårbar (VU) i Sverige. 2018 uppskattades det svenska beståndet till drygt 400 000 par.

### Introduktionen till Nordamerika
I Nordamerika skedde introduktionen av stare genom att medicintillverkaren Eugene Scheifflin släppte ut 40 par den 6 mars 1890 i Central Park i New York och upprepade detta året därpå. Orsaken var att Scheifflin, som var ordförande i American Acclimatization Society, var mycket fågelintresserad men närde även ett stort intresse för William Shakespeare. Scheifflin ville importera alla fågelarter som nämns i Shakespeares sonetter och inplantera dem till Nordamerika. I första delen av Henrik IV finns passagen:
| ” | Nay, I'll have a starling shall taught to speak nothing, but 'Mortimer. | „ |

Ett år senare hade stararna koloniserat Staten Island och 1896 var de vanliga i Brooklyn. Kring sekelskiftet hade New Jersey, Delaware och Pennsylvania starpopulationer. På 55 år etablerade sig sedan staren från kust till kust och ända upp till Alaska. År 1940 uppskattades beståndet i Nordamerika uppgå till 50 miljoner individer och i början av 1980-talet till 200 miljoner.[källa behövs] I Nordamerika har staren kategoriserats som en invasiv art som påverkat andra fågelarter och delar av jordbruket negativt.

### Skador och bekämpning
Starflockarna, som ibland omfattar över 1 miljon individer, har orsakat betydande skador i vinodlingar, körsbärsodlingar och olivlundar. Delvis uppfattas även de stora sovplatserna som ett problem på grund av oväsendet och de stora mängderna spillning. Särskilt under perioden 1950–1980 genomfördes därför stora bekämpningsåtgärder i Västeuropa och Nordafrika, där miljoner starar dödades delvis med kontakt- eller nervgift, eller till och med dynamit. Dessa aktioner gav inga eller små bestående effekter på beståndet. Lika liten framgång hade olika försök att jaga bort stararna med buller, skrämskott, blinkande lampor och dylikt. Idag spänner man i stor utsträckning ut nät över vin- och körsbärsodlingar, och ibland anläggs attraktiva ängsområden i närheten av sådana odlingar som alternativ plats för födosök.

### I kulturen
Fram till på 1800-talet hölls staren i Centraleuropa som husdjur av fattiga familjer. Liksom många andra tättingar har den också använts till mat. På Gotland omskrivs att den var mycket omtyckt under andra halvan av 1800-talet och att man byggde specifika holkar åt dem som kallades starstunkor, något som var vanligt redan på 1700-talet.
Eftersom staren anländer så tidigt om våren kan vädret plötsligt slå om med snöfall och dylikt, vilket förr kallades starur på Gotland.
Starens förmåga att imitera röster ledde till att förlaget Kiepenheuer & Witsch tog kontakt med den Berlinbaserade konceptkonstnären Wolfgang Müller för att reda ut de upphovsrättsliga konsekvenserna av att denne gav ut en  CD med starsång, som enligt Müllers mening reciterade "Ursonate" av Kurt Schwitters.

### Namn
I Bohuslän kallades den förr dialektalt för stär.